# شهدالي سلبعلي (تشين)
شهدالي سلبعلي (بالفارسية: شهدالی سلبعلی) هي قرية تقع في إيران في قسم تشین الريفي. يقدر عدد سكانها بـ 23 نسمة .